# Ageratinae
Ageratinae je podtribus glavočika, dio je tribusa Eupatorieae. Postoje dva rod raširena po Sjevernoj, Srednjoj i Južnoj Americi i Antilima, a ime je dobio po rodu plavuša ili Ageratum
Najrasprostranjenije su Ageratum conyzoides i Ageratum houstonianum , otrovne invazivne vrste porijeklom iz Amerike ali danas udomaćene širom svijeta.

## Rodovi
1. Ageratum L. (37 spp.)
2. Conoclinium DC. (4 spp.)